# Чаластави
Чаластави (груз. ჭალასთავი) — село в Грузии, на территории Тержольского муниципалитета края (мхаре) Имеретия.

## География
Село находится в западной части Грузии, на левом берегу реки Чишуры (правый приток Квирилы), на расстоянии 22 километров к северо-западу от города Тержола, административного центра муниципалитета. Абсолютная высота — 228 метров над уровнем моря.

## Население
По результатам официальной переписи населения 2014 года, в Чаластави проживало 168 человек (86 мужчин и 82 женщины). В национальной структуре населения грузины составляли 99,4 %, греки — 0,6 %.
| Год  | Население, человек |
| ---- | ------------------ |
| 2002 | 252                |
| 2014 | ↘ 168              |